# 2021 ve sportu
Toto je přehled sportovních událostí konaných v roce 2021.

## Sportovní hry
- Letní olympijské hry 2020

## Basketbal
- Mistrovství Evropy v basketbalu žen 2019
- Mistrovství světa v basketbalu mužů 2019

## Biatlon
- Mistrovství světa v biatlonu 2021
- Světový pohár v biatlonu 2020/2021

## Cyklistika
- Mistrovství světa v silniční cyklistice 2021

### Grand Tour
- Giro d'Italia 2021
- Tour de France 2021
- Vuelta a España 2021

## Florbal
- Mistrovství světa ve florbale mužů 2020 –  Švédsko
- Mistrovství světa ve florbale žen 2021 –  Švédsko
- Mistrovství světa ve florbale žen do 19 let 2020 –  Finsko
- Mistrovství světa ve florbale mužů do 19 let 2021 –  Česko
- Pohár mistrů 2021 – zrušeno
- Livesport Superliga 2020/2021 – Předvýběr.CZ Florbal MB
- Extraliga žen ve florbale 2020/2021 – 1. SC TEMPISH Vítkovice

## Fotbal

### Evropa
- Mistrovství Evropy ve fotbale 2020
- Mistrovství Evropy ve fotbale hráčů do 21 let 2021

### Evropské poháry
- Liga mistrů UEFA 2020/2021
- Evropská liga UEFA 2020/2021

### Národní ligy

#### Česko
- Fortuna:Liga 2020/2021
- Fortuna:Národní liga 2020/2021
- Česká fotbalová liga 2020/2021
- MOL Cup 2020/2021
- Divize A 2020/2021
- Divize B 2020/2021
- Divize C 2020/2021

## Lední hokej

### Svět
- Mistrovství světa v ledním hokeji 2021
- Mistrovství světa v ledním hokeji žen 2021
- Mistrovství světa juniorů v ledním hokeji 2021

### Evropa
- Hokejová Liga mistrů 2020/2021

### Národní ligy

#### Česko
- Česká hokejová extraliga 2020/2021
- 1. česká hokejová liga 2020/2021
- 2. česká hokejová liga 2020/2021

## Motoristický sport
- Formule 1 v roce 2021
- Formule E 2020/2021

## Tenis

### Grand Slam
- Australian Open 2021
- French Open 2021
- Wimbledon 2021
- US Open 2021

### Týmové soutěže
- Davis Cup 2021
- Billie Jean King Cup 2021
- ATP Cup 2021

### Profesionální okruhy
- ATP Tour 2021
- WTA Tour 2021
- WTA 125 2021